# Ferdinand Hérold
Ferdinand Hérold (født 28. januar 1791, død 19. januar 1833) var en fransk komponist, pianist og violinist. Han er mest kendt sin ballet La fille mal gardée og ouverturen til operaen Zampa.

## Barndom
Ferdinand Hérold blev født i Paris, som enebarn af pianisten og komponisten François-Joseph Hérold og Jeanne-Gabrielle Pascal. Han var oldebarn til organisten Nicolas Hérold. Da han var 6 år gammel gik han ved Hix institutet og klarede sig godt i sine studier, mens han gik ved institutet tog han musikteori ved François-Joseph Fétis, da han nåede 7-års alderen spillede han klaver og begyndte at komponer sine første værker.
Hans far ønskede dog ikke at han skulle følge en musikalsk karriere, men med faderens død i 1802 besluttede han at følge sit ønske. Han startede ved Conservatoire de Paris i 1806 og blev undervist af Louis Adam i piano, Charles-Simon Catel i harmoni, Rodolphe Kreutzer i violin og Étienne Méhul i komposition. Hérold blev under opholdet en virtuoso på klaver og violin.

## Ungdom
I 1810 vandt han sin første pris i en klaver konkurrence med en af sine egne kompositioner, noget som aldrig havde sket for ham før. En af dommerne tilføjede "Dette værk er fyldt med regler, men jeg ser en stor tid foran ham". Han udviklede så meget i sine studier at han vandt konkurrencen Prix de Rome i 1812. Mens han var i Rom i foråret 1813 komponerede han sin første symfoni.
I 1815 flyttede han fra Rom til Napoli af helbredsmæssige oversager. Mens han boede der komponerede han adskillige værker blandt andet sin anden symfoni og tre strygerekvartetter. Hans første opera La gioventù di Enrico Quinto blev præsenteret ved San Carlo som blev godt modtaget af publikum, som ellers ikke kunne lide franske komponister. På det tidspunkt tjente han også 5000 lire på at undervise Joachim Murats døtre, men efter kongen af Frankrig var blevet henrettet var Ferdinand nødsaget til at forlade Italien og rejse til Østrig, hvor han opholdte sig i Wien i 2 måneder under ansættelse af Prins Klemens von Metternich, senere vendte han tilbage til Paris via München og Schweitz.
I 1816 samarbejde han med François Adrien Boieldieu i operaen Charles de France hvilket gjorde ham til et kendt ansigt i befolkningen. I det samme år komponerede han den succesfulde opera Les Rosières, som han dedikerede til sin og lære Étienne Méhul. I 1817 havde hans opera La clochette præmier og var en lang forbedring over Les rosières. Efter besværligheder med at finde en libretto, komponerede han musik for Premier Venu men denne havde dog ikke kvalitet nok til at blive en opera og blev mødt med lidt succes, også Les troqueurs fejlede.
Ferdinands lyst til at komponer tvang ham til at vælge en hvilken som helst libretto der kom hans vej, fordi mange librettister ikke stolede på ham i deres arbejde. Derfor forekom hans næste opera stykker L'amour platonique og L'auteur mort et vivant som fiaskoer. Dette tog modet væk fra Ferdinand og han komponerede ikke en opera de næste 3 år.

## Voksenliv
I 1821 blev han ansat som assistent hos Théâtre-Italien og rejste til Italien for at rekruttere sangere. Dette fornyede hans inspiration og helbred. I 1823 vendte han tilbage på scenen med succesen Le muletier. Hans næste opera Lasthénie var en moderat succes. Ferdinand samarbejde senere med Daniel Auber på Vendôme en Espagne.
I 1824 gav Opéra Comique for opgave at skrive Le roi René. Samme år blev han akkompagneret ved Théâtre-Italien og 2 år senere blev han kor-mester. I 1825 skrev han Le lapin blanc, som fejlede, fordi Ferdinand ikke var inspireret af librettoen til at skrive god musik.
Hans næste opera Marie fra 1826 blev en stor succes, men sine pligter hos Théâtre-Italien hindrede det hans frihed til at udforske sit talent videre, det betød at han i de næste 3 år kun skrev musik til balletter. I 1827 blev han chef ved Operaen i Paris. Den 3. november 1828 bliver han tildelt Ordre national de la Légion d'honneur, Operaen L’illusion fra 1829 bliver en succes, men Emmeline, som kom året efter blev ikke.
Den 3. maj 1831 er der præmier på en af en hans mest berømte operaer Zampa, den blev populær i både Frankrig og Tyskland, som den dag i dag stadig spilles. Han fulgte op på succesen med La marquise de Brinvilliers i samarbejde med François-Adrien Boïeldieu og Daniel Auber.
Han skrev La médecine sans médecin i 1832 og senere samme år Le Pré aux Clercs, som regnes for et af hans bedste værker. Men blot en måned efter dens præmier dør Ferdinand Hérold efter længere tids sygdom af tuberkulose ved Thernes i Paris. Det betød at operaen Ludovic blev færdiggjort af Fromental Halévy. Ferdinand Hérold blev begravet ved Cimetière du Père-Lachaise.

## Værkliste

### Operaer

#### 1815
- La gioventù di Enrico quinto.

#### 1816
- Charles de France ou Amour et gloire.[13]

#### 1817
- Corinne au capitole.
- Les rosières.
- La clochette ou Le diable page.

#### 1818
- Le premier venu ou Six lieues de chemin.

#### 1819
- Les troqueurs.
- L'amour platonique.

#### 1820
- L'auteur mort et vivant.

#### 1823
- Le muletier.
- Vendôme en Espagne.[14]

#### 1825
- Le lapin blanc.

#### 1826
- Almédon ou le monde renversé omdåbt Marie.

#### 1829
- L'Illusion.
- Emmeline.

#### 1830
- L'auberge d'Auray.

#### 1831
- Zampa ou La fiancée de marbre.
- La marquise de Brinvilliers.[15]

#### 1832
- La médecine sans médecin.
- Le pré aux clercs.

#### 1833
- Ludovic.[16]

#### Ukendt år
"Les Florentines".

### Baletter

#### 1827
- Astolphe et Joconde ou Les coureurs d'aventures.
- La somnambule ou L'arrivée d'un nouveau seigneur.

#### 1828
- La fille mal gardée.
- Lydie.

#### 1829
- La belle au bois dormant.

#### 1830
- La noce de village.

### Andre vigtige værker

#### 1812
- La duchesse de la Vallière ou Mlle de Lavallière (Prix de Rome vinder).

#### 1813
- Symfoni Nr. 1 i C Dur.

#### 1814
- Tre Stryger Kvartetter: Nr. 1 i D Dur, Nr. 2 i C Dur, Nr.. 3 i G Mol.

#### 1815
- Symfoni Nr. 2 i D Dur.